# Крузенштерны
Фон Крузенште́рн — шведско-российский дворянский род немецкого происхождения.

#### Происхождение рода
Первым известным предком Крузенштернов является некто Иоганн Крузиус (Crusius, ум. 1558), пастор в Ротенбурге на Заале в Саксонии-Ангальт. Принятая им фамилия Крузиус являлась собственно латинизацией (по тогдашнему обычаю образованных немцев) простонародной немецкой фамилии Краузе, буквально «кудрявый». Он имел сына, тоже Иоганна Крузиуса (ум. 1616), дьякона-магистра (diakonen magister) в Эйслебене, в том же княжестве. Сыном этого Иоганна был, собственно, основатель дворянского рода Крузенштернов, дипломат и юрист Филипп Крузиус фон Крузенштерн, который поступил на шведскую службу, где был возведён в дворянство (1649) и получил поначалу фамилию фон Круус (von Kruus), но из-за протестов носителя этой фамилии, некоего полковника Ларса Есперсона Крууса, фамилия была сменена на фон Крузенштерн (von Krusenstiern). Именно так подписывался сам Филипп, но у его потомков в Швеции установился вариант, звучащий на шведский манер: von  Krusenstjerna, что по-русски передавалось раньше как фон Крузенштерна, а ныне как фон Крусеншерна. В 1659 году Филиппу было пожаловано королем Карлом IX  имение Хаггуд под Раппелем, Эстляндия, которое оставалось в собственности Крузенштернов до 1919 года.

#### Ближайшие потомки Филиппа Крузенштерна
Старший сын Филиппа Йохан Филипп фон Крузенштерн (1626—1659) представлял в 1650 году интересы семьи в споре о фамилии, и именно он выдвинул в качестве компромиссного вариант «Крузенштерн». В 1656 году он был назначен губернатором шведской колонии Кабо Корсо и верховным комиссаром Золотого берега (на побережье Гвинейского залива), на каковом посту сменил основателя колонии Генриха Карлоффа. Разъярённый этим Карлофф вернулся в 1658 году на датском каперском судне, захватил колонию и взял в плен самого Крузенштерна. Вскоре освобождённый, Крузенштерн принял участие в разгоревшейся из-за этого инцидента шведско-датской войне и погиб в замке Кронборг.
Младший сын Филиппа  капитан Адольф Фридрих фон Крузенштерн (1652—1687) был первым представителем рода Крузенштернов, родившимся в Эстляндии (в Ревеле). Оба его сына приняли участие в Северной войне. Из них полковник Адольф Фридрих (1679—1713) погиб в битве при Пялкене в Финляндии, а Эверт Филипп (1676—1748), попал в русский плен в битве при Эрестфере (1701) и пробыл в плену 20 лет, до окончания войны в 1721 году. По освобождении из плена он вышел в отставку в чине подполковника шведской армии и поселился в фамильном эстляндском имении Хаггуд.

#### Российская ветвь Крузенштернов
Эверт Филипп фон Крузенштерн стал основателем российской ветви Крузенштернов и имел двух сыновей. Младший сын Отто Вильгельм фон Крузенштерн (1740—1820) стал отцом Вильгельмины-Фридерики фон Коцебу, жены известного немецкого драматурга Августа Коцебу. Старший сын — Иоганн Фридрих фон Крузенштерн (1724—1791) — судья, отец известного мореплавателя, адмирала И. Ф. Крузенштерна (Адам Иоганн; 1770—1846).
Из сыновей И. Ф. Крузенштерна — Николай (1802—1882) и Александр Ивановичи (1807—1888) были сенаторами, а Павел Иванович (1809—1881) — вице-адмирал, составил карту Печорского края. Младший сын — Платон Иванович (1811- 1867), гвардии полковник.
Внук Ивана Фёдоровича Крузенштерна, старший сын Павла Ивановича — Павел Павлович (1824—1871) был исследователем Арктики. Капитан-лейтенант Павел Павлович Крузенштерн умер 8 августа 1871 года, застудив лёгкие, командуя военным пароходом в Аральском море.
В то же время в Эстляндии проживали потомки старшего брата Ивана Фёдоровича —  Карла Фёдоровича фон Крузенштерна (Карл Фридрих, 1769-1847). Из них полковник Оттон Акселевич фон Крузенштерн (1880—1935), был в 1919 году начальником штаба, затем Главным начальником тыла белогвардейского Северного корпуса (с производством в генерал-майоры) , тогда как его брат Константин Акселевич фон Крузенштерн (1883—1962) руководил дипломатической службой у генерала Юденича (начальник отдела внешних сношений Штаба Северо-Западной Армии, затем начальник управления делами МИД при Северо-Западном Правительстве).  Эти братья эмигрировали соответственно в Бразилию и Канаду ещё при независимой Эстонии, но вообще все эстонские Крузенштерны, в числе прочих этнических немцев Эстонии, репатриировались в Германию после присоединения Эстонии к СССР в 1940 году.
Правнучкой Карла Фёдоровича Крузенштерна являлась также журналистка и поэтесса русской эмиграции Юстина Крузенштерн-Петерец.
Род фон Крузенштернов был внесён в дворянский матрикул Эстляндской губернии в 1746 году.

#### Шведская ветвь рода
Шведская линия рода происходит от брата Эверта Филиппа, полковника Адольфа Фридриха. После почти одновременно последовавших гибели последнего в Финляндии и смерти его жены (Йоханны Сидонии, урождённой Врангель) мать его Йоханна Катарина (урождённая фон Таубе) взяла на воспитание оставшихся сиротами внуков и сбежала с ними из оккупированной русскими Эстляндии в Швецию, где и осталась после заключения мира. Сын Адольфа Фридриха Маврикий Адольф фон Крусеншерна (1707—1794) был адмиралом и членом Государственного Совета, а внук Себастьян фон Крусеншерна (1760—1836), дослужившийся до полковника военного флота, участвовал в русско-шведской войне 1788-90 годах, в то время когда его русский родственник Иван Федорович воевал на противоположной стороне. В той же войне участвовал сводный брат Себастьяна полковник Мориц Соломон фон Крусеншерна(1746-1810), который совершил ряд путешествий в Ост-Индию и Китай, а затем участвовал в том самом Гогландском сражении, в котором с противоположной стороны участвовал Иван Крузенштерн. Он являлся прадедом известной писательницы Агнессы фон Крусеншерна.
Род ныне (на начало XXI века) существует в России, Германии, Швеции и других странах Европы, а также в США, где некоторые представители рода носят упрощённо-трансформированный вариант фамилии — Круз.